# Walter Gilbert
Walter Gilbert (n. 21 martie 1932, Boston, Massachusetts, SUA) este un chimist american, laureat al Premiului Nobel pentru chimie (1980).